# 手柄山平和公園駅
手柄山平和公園駅（てがらやまへいわこうえんえき）は、兵庫県姫路市西延末に開業予定の、西日本旅客鉄道（JR西日本）山陽本線の駅である。

## 歴史
- 2025年（令和7年）8月19日 - 駅名を決定[1][2][4][3][6][5]。
- 2026年（令和8年）春 - 開業予定[1]。

## 駅構造
相対式ホーム2面2線の地上駅。

## 駅周辺
- 手柄山平和公園
  - 太平洋戦全国戦災都市空爆死没者慰霊塔
  - 姫路市立姫路球場
  - 姫路市立陸上競技場
  - 姫路市立水族館
  - 手柄山温室植物園
  - 姫路市立中央体育館
  - 兵庫県立武道館
  - 姫路市平和資料館
  - 手柄山交流ステーション
  - ひめじスーパーアリーナ - 2026年開業予定

## 隣の駅
西日本旅客鉄道（JR西日本）
■山陽本線
姫路駅 - 手柄山平和公園駅 - 英賀保駅